# Rudolf Bickel
Rudolf Bickel (* 30. Juni 1902 in Treuchtlingen (Mittelfranken); † im 20. Jahrhundert) war ein deutscher Landrat.

## Leben
Nach dem Abitur studierte Rudolf Bickel – mit Unterbrechungen durch Tätigkeiten bei Privatfirmen – Rechtswissenschaften an der Ludwig-Maximilians-Universität München (dort Mitglied des Corps Normannia), der Eberhard Karls Universität Tübingen, der Friedrich-Alexander-Universität Erlangen-Nürnberg und der Universität zu Köln. 1928 promovierte er in Erlangen zum Dr. oec. publ. Es folgte der juristische Vorbereitungsdienst beim Bezirksamt Bamberg, dem Amtsgericht Nürnberg und dem Landgericht München I. 1931 legte er das große juristische Staatsexamen (früher Staatskonkurs) ab,  mit anschließender Anstellung bei einem Versicherungsunternehmen. Zum 1. Februar 1932 erhielt er die Stelle eines Assessors bei der Regierung von Unterfranken. Bevor Bickel zunächst kommissarischer Landrat in Alzenau wurde, war er als Assessor beim Bezirksamt Gerolzhofen und im Bayerischen  Staatsministerium des Innern tätig. Zu Jahresbeginn 1941 wurde er definitiv Landrat in Alzenau und blieb bis Ende Juli 1943, als er zum Landrat des Landkreises Deggendorf ernannt wurde. Mit Kriegsende wurde er seines Amtes enthoben, interniert und im Entnazifizierungsverfahren durch die Spruchkammer Dillingen an der Donau am 13. April 1948 als Mitläufer eingestuft. Im Februar 1952 wurde er als Regierungsrat wieder eingestellt, kam zum Landratsamt Staffelstein und erhielt die Abordnung zur Regierung von Oberfranken. Dort stieg er 1960 bis zum Oberregierungsdirektor auf. Am 1. Dezember 1962 wurde er zum Vizepräsidenten der Bezirksregierung Oberpfalz ernannt, wo er zum 1. Juli 1967 in den Ruhestand verabschiedet wurde.
In den Jahren von 1922 bis 1924 war er Mitglied der NSDAP, trat zum 1. Mai 1933 wieder in die Partei ein (Mitgliedsnummer 1.899.520) und war Kreisamtsleiter. In der SA bekleidete er das Amt eines Oberscharführers (Rang eines Unterfeldwebels).